# Aidani Aspro
Die Weißweinsorte Aidani Aspro (griechisch Αηδάνι άσπρο, auch Aïdani Aspro transkribiert) ist auf der griechischen Inselgruppe der Kykladen heimisch, insbesondere auf den Inseln Naxos, Santorin und Paros. Ihr Ursprung wird in Asien vermutet.
Die spätreifende Sorte ergibt einen blumigen Wein und wird vor allem für Verschnitte mit den Rebsorten Assyrtiko und Athiri verwendet, zum Beispiel für die trockenen Weißweine auf Santorin sowie Paros und für den Strohwein Liastos. Sortenrein ausgebaute Weine sind nur selten zu finden.
Es gibt auch eine rote Rebsorte mit dem Namen Aidani Mavro, die aber nicht mit der weißen Aidani Aspro verwandt ist.

## Ampelographische Sortenmerkmale
In der Ampelographie wird der Habitus folgendermaßen beschrieben:
- Die Triebspitze ist offen. Sie ist weißwollig behaart. Die bronzefarbenen gefleckten Jungblätter sind nur leicht wollig behaart.
- Die kleinen Blätter sind fünflappig und tief gebuchtet (siehe auch den Artikel Blattform). Die Stielbucht ist U-förmig offen. Das Blatt ist stumpf gezahnt. Die Zähne sind im Vergleich der Rebsorten mittelweit gesetzt.
- Die walzenförmige Traube ist mittelgroß (mindestens 500 Gramm schwer) aber lang. Die rundlichen Beeren sind mittelgroß und von gelblich-grüner Farbe.

Die spät austreibende Rebsorte reift ca. 30 Tage nach dem Gutedel und gilt somit innerhalb der weißen Rebsorten als sehr spät reifend. In Griechenland kann sie meist zwischen dem 25. August und dem 10. September geerntet werden. Empfindlich ist die Sorte gegen die Pilzkrankheiten Echter Mehltau und Falscher Mehltau der Weinrebe. Ihre Resistenz gegen Trockenheit und Dürre ist jedoch bemerkenswert.
Aidani Aspro ist eine Varietät der Edlen Weinrebe (Vitis vinifera). Sie besitzt zwittrige Blüten und ist somit selbstfruchtend. Beim Weinbau wird der ökonomische Nachteil vermieden, keinen Ertrag liefernde, männliche Pflanzen anbauen zu müssen.

## Synonyme
Die Rebsorte Aidani Aspro ist auch unter den Namen Aidani, Aedano, Aidano, Aspedano, Aspraidano, Asproaidani, Leyko, Lefko, Lafko Aidani und Lefko Ithani bekannt.